# Vincent Dufour
Vincent Dufour est un footballeur français devenu entraîneur, né le 24 mai 1968 à Longjumeau (Essonne).

## Biographie
Ancien milieu de terrain, il entraîne le Chamois niortais FC, en Division 2, puis un club belge de Jupiler League, le KSK Beveren.
Actuellement directeur général de JMGfootball.